# Infinite Crisis (gra komputerowa)
Infinite Crisis – darmowa, sieciowa gra komputerowa z gatunku multiplayer online battle arena (MOBA) wydana 26 marca 2015. Gra oparta jest na fikcyjnym uniwersum DC Comics (DC Universe). Została opracowana przez studio Turbine i wydana przez Warner Bros. Interactive Entertainment.
Jest to pierwszy tytuł studia Turbine wydany od zakupu spółki przez Warner Brothers w 2010 roku. Serwery gry zostały zamknięte 14 sierpnia 2015.

## Fabuła
Akcja gry rozgrywa się w uniwersum, które składa się z wielu planet zamieszkiwanych przez różne wcielenia znanych bohaterów z DC Multiverse.

## Rozgrywka
Podobnie jak w innych grach z gatunku MOBA (np. League of Legends), rozgrywka opiera się na starach dwóch drużyn złożonych z kilku graczy. W trakcie zabawy mają miejsce losowe zdarzenia, zazwyczaj związane z różnego rodzaju kataklizmami. Wówczas zmieniają one wygląd mapy i wpływają na taktykę drużyn, zmuszając je do obrania nowej strategii. Stoczone bitwy wpływają na miejsce zajmowane w światowych rankingach.

## Rozwój gry
Produkcja weszła w fazę zamkniętych beta testów 8 maja 2013 roku, zaś otwarta beta rozpoczęła się 14 marca 2014 roku. Zespół tworzący grę dodawał nowe mapy oraz bohaterów i czarne charaktery z uniwersum zarówno przed jak i po premierze.